# Église Saint-Hilaire de Saint-Hilaire-d'Estissac
L'église Saint-Hilaire est une église catholique située à Saint-Hilaire-d'Estissac, en France.
Elle fait l'objet d'une protection au titre des monuments historiques.

## Localisation
L'église Saint-Hilaire est située dans la partie orientale du Landais, dans le département de la Dordogne, au cœur du village de Saint-Hilaire-d'Estissac.

## Historique
Sa construction en style roman remonte aux XIe et XIIe siècles.
Son nom est relaté en 1317 dans un pouillé sous la forme « Eccl. Sti. Ylarii », puis l'année suivante sous la forme Sanctus Hilarius d'Estissaco.
Au XIVe siècle, elle est fortifiée par l'adjonction d'une chambre de défense accolée au clocher-mur, et par la surélévation du chevet. Le portail occidental date de 1678. Aux XVIIe et XVIIIe siècles, la sacristie et une chapelle sont ajoutées de part et d'autre de l'édifice. Au XIXe siècle, une porte est ouverte, côté ouest de la chapelle, en remplacement d'une porte initiale au sud.
Après 1885, le cimetière qui entourait l'église est déplacé au sud-ouest du village.
Le 27 décembre 1973, l'église dans son intégralité est inscrite au titre des monuments historiques.

## Architecture
L'église est orientée est-ouest. Elle présente un chœur hémisphérique roman dont le plafond est voûté en cul de four. Intérieurement, le chœur est orné par onze arcatures dont huit sont aveugles. Seules, trois d'entre elles sont percées de vitraux datant du milieu du XIXe siècle. La nef est composée de deux travées dont l'une est surmontée d'une coupole. De part et d'autre de la nef s'ouvrent la sacristie au nord et une chapelle au sud.
La travée occidentale de la nef est surmontée par une chambre de défense qui fait bloc avec le clocher-mur, dans lequel s'ouvre le portail en anse de panier. Le clocher-mur comporte deux baies campanaires, chacune avec sa cloche.

## Galerie de photos

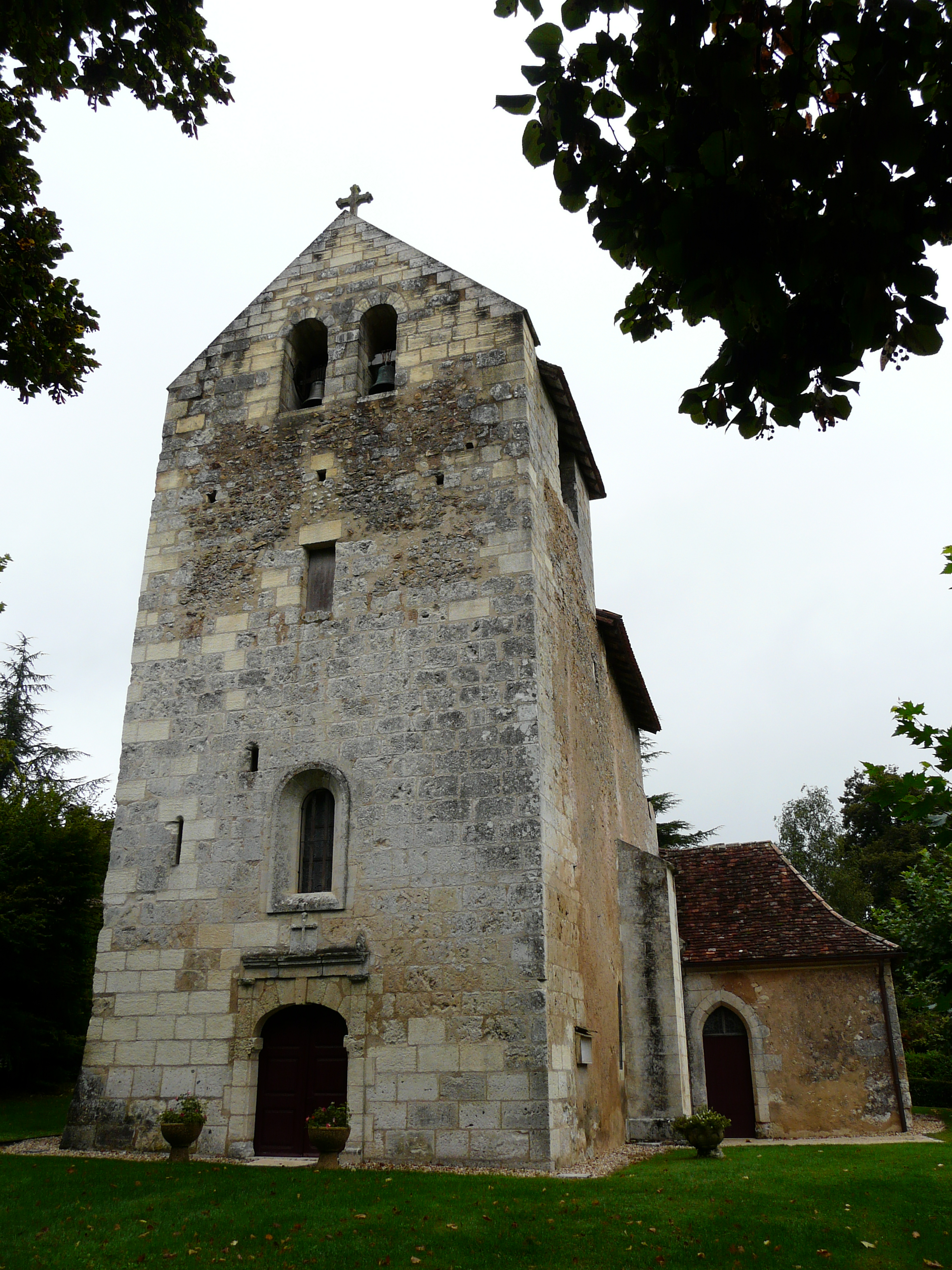
Le clocher-mur.
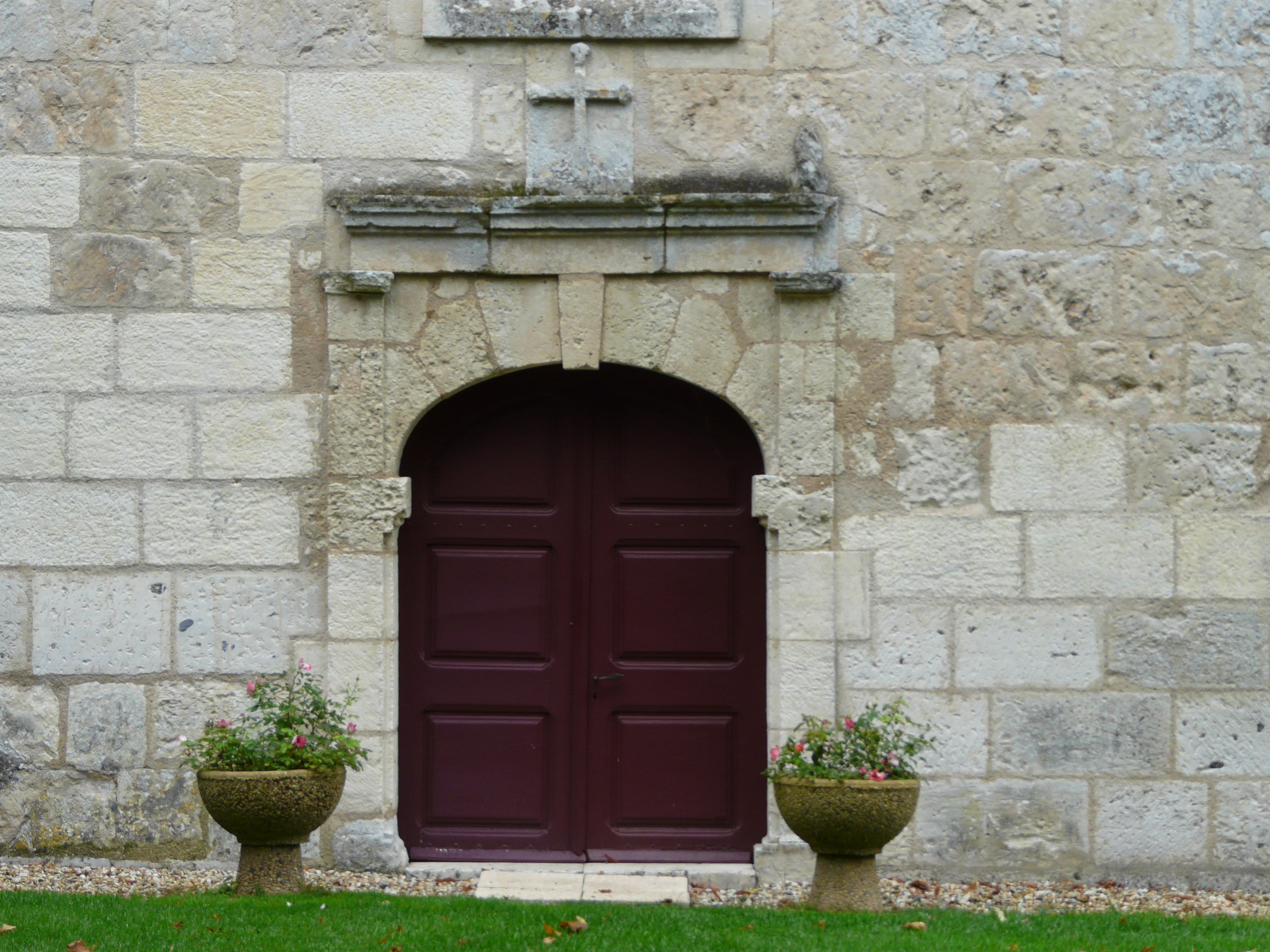
Le portail.
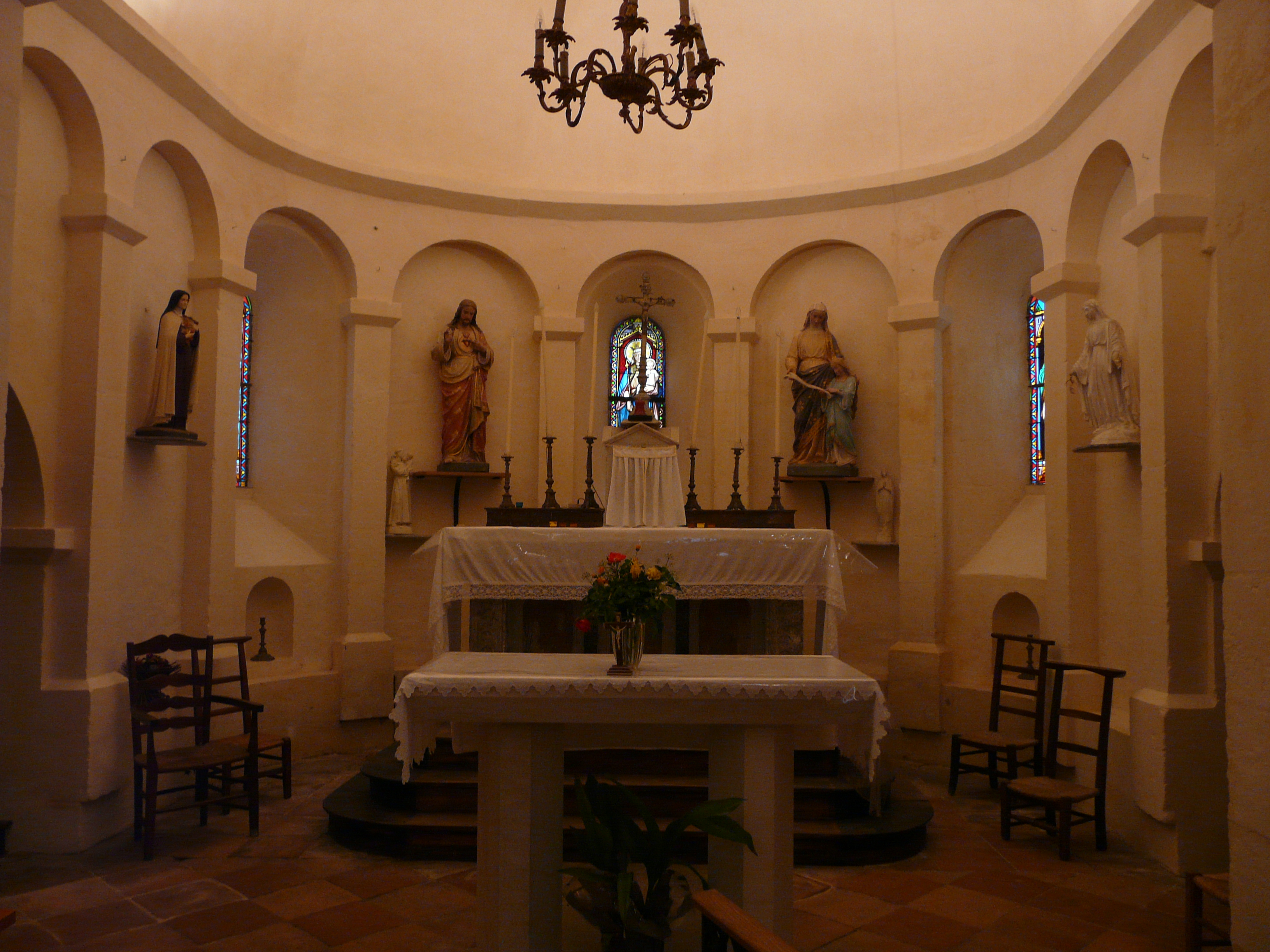
Le chœur.
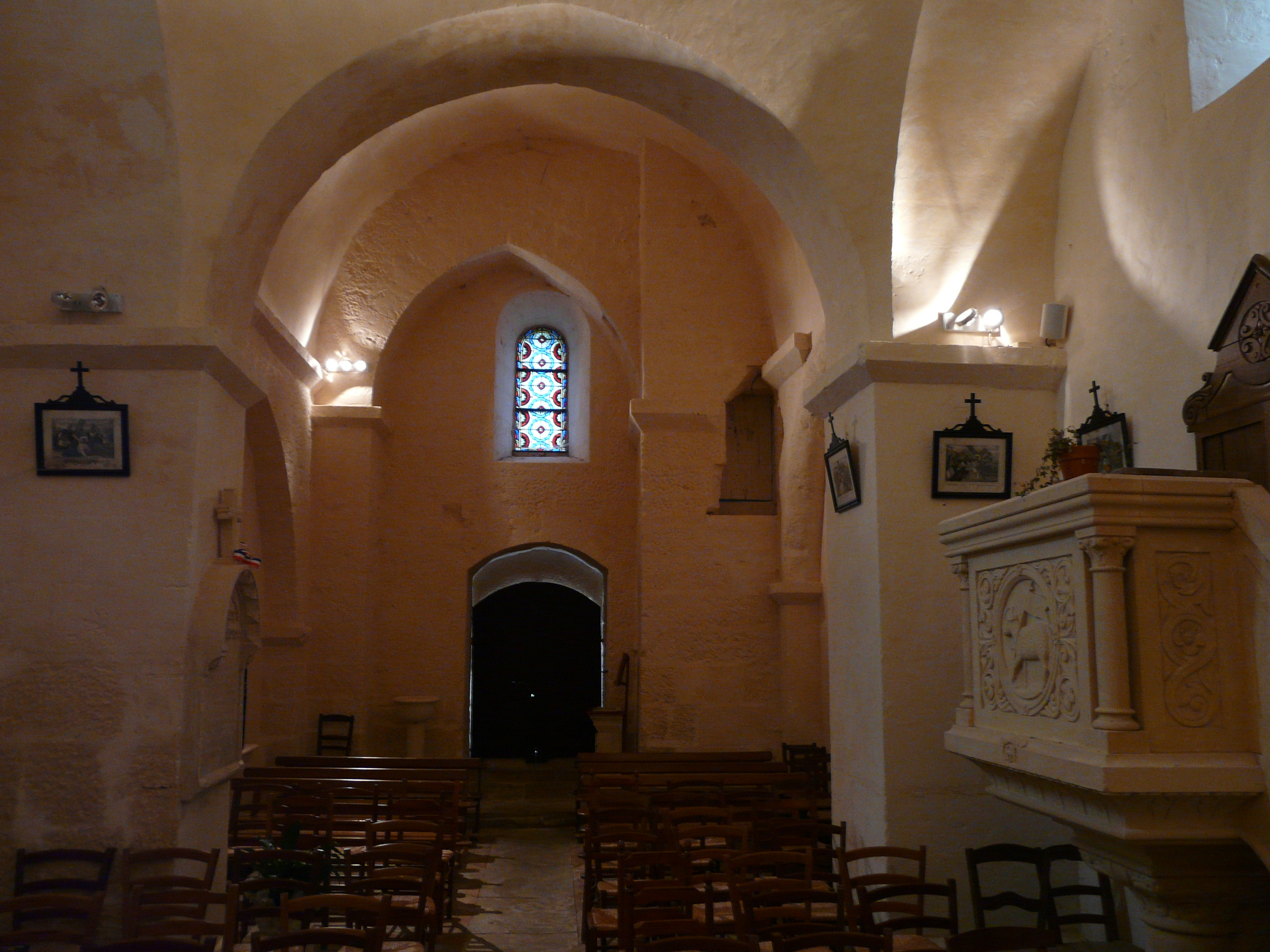
La nef.
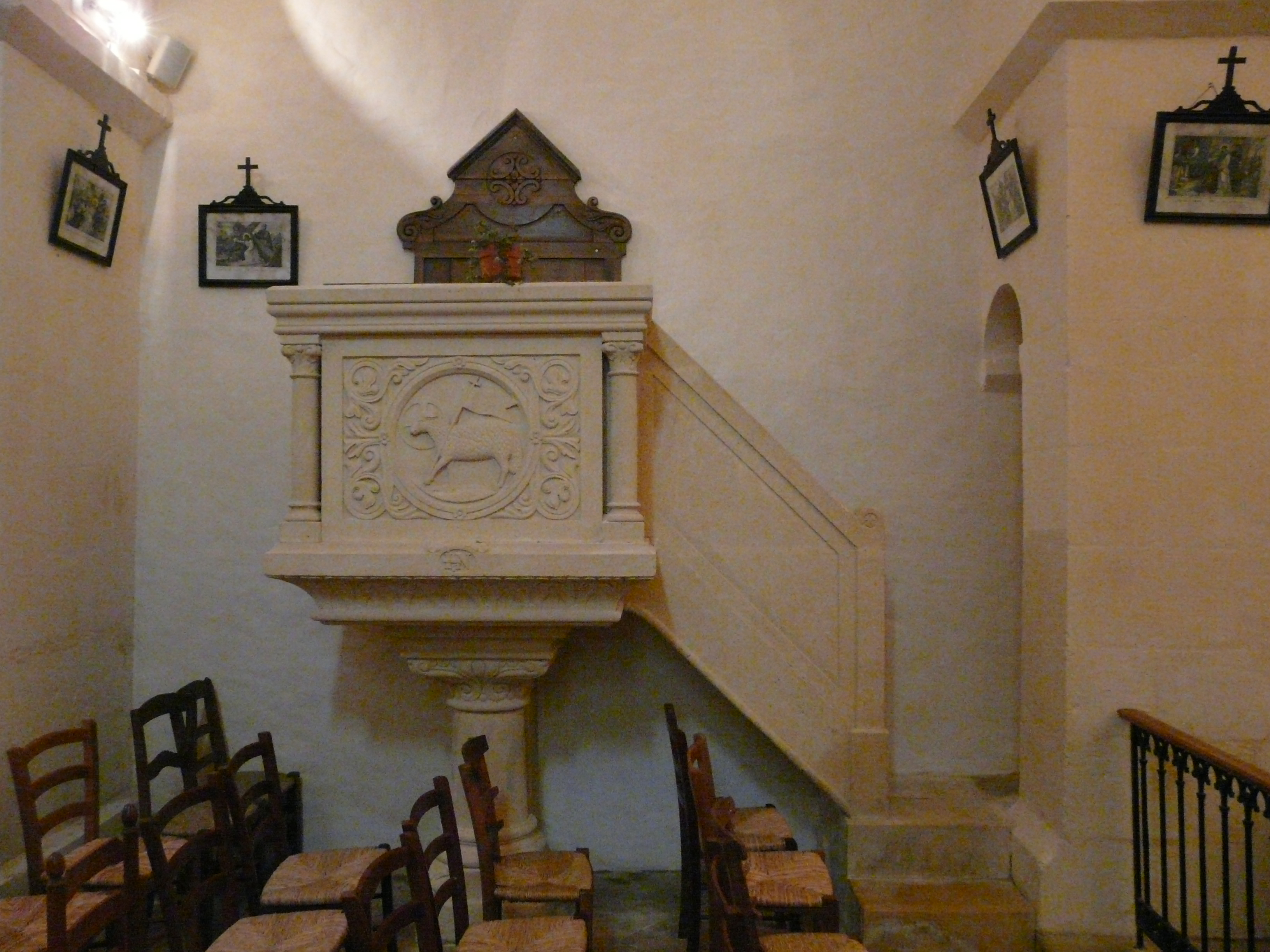
La chaire en pierre.